# Mete Avni Sozen
Mete Avni Sozen (22 de maio de 1930 – 5 de abril de 2018) foi um engenheiro estadunidense.
Foi professor distinto da cátedra Kettelhut de engenharia estrutural da Universidade de Purdue.